# V Kotcích
Ulice V Kotcích na Starém Městě v Praze spojuje Uhelný trh a Melantrichovu ulici. Název je odvozen od tržních krámků zvaných kotce, které byly ve velké trojlodní tržní hale postavené kolem roku 1362. V letech 1739–1783 tu hrálo Divadlo v Kotcích, první kamenné divadlo a současně druhá operní scéna v Praze. V roce 2007 městská část Praha 1 provedla renovaci ulice, kde byla obnovena dlažba a osvětlení.

## Historie a názvy
Ulice byla od založení Starého města v roce 1232 součást tzv. Havelského města kolem kostela svatého Havla, kde bylo po Staroměstském náměstí druhé největší pražské tržiště zvané Havelský trh. Trojlodní tržnice měla uprostřed chodbu dlouhou 200 metrů, z které se přecházelo do dvou bočních lodí, kde byly jednotlivé kotce. Střední chodba tržnice byla zbořena v roce 1795 a na místě kotců začali stavět domy. V první polovině 19. století tu vznikla ulice, která má od začátku název „V Kotcích“.

## Budovy, firmy a instituce
- Dům U Ruky – V Kotcích 1, Uhelný trh 6[7]
- městský dům čp. 528 – V Kotcích 2, Rytířská 1, Uhelný trh 7[8]
- městský dům – V Kotcích 4, Rytířská 3[9]
- městský dům – V Kotcích 6, Rytířská 5[10]
- dům U Tří modrých koulí – V Kotcích 7, Havelská 8[11]
- Dům U Driancourtů – V Kotcích 8, Rytířská 7[12]
- dům U Zlatého anděla – V Kotcích 9, Havelská 10 (Mayerovský dům)[13]
- městský dům – V Kotcích 10, Rytířská 9[14]
- obrazová galerie Vavrys – V Kotcích 12[15]
- městský dům – V Kotcích 14, Rytířská 13[16]
- městský dům – V Kotcích 16, Rytířská 15[17]
- Dům U Černého kříže – V Kotcích 17, Havelská 18[18]
- městský dům – V Kotcích 18, Rytířská 17[19]
- Dům U Hlavů – V Kotcích 19, Melantrichova 3[20]
- městský dům – V Kotcích 20, Rytířská 19[21]
- městský dům – V Kotcích 22, Rytířská 21[22]
- městský dům – V Kotcích 24, Rytířská 23[23]
- městský dům – V Kotcích 26, Rytířská 25[24]
- dům U Dvou červených lvů – V Kotcích 28, Melantrichova 1[25]

## Kulturní odkaz
Prodejní stánky (kotce) v ulici přetrvaly až do druhé poloviny 20. století, prodávalo se zde partiové zboží, především textil. Připomínkou je úvodní sloka skladby Lesní manekýn skupiny Katapult:

Staré džíny plné záplat

z košile je cítit dým

vojenský má z Kotců kabát

zkrátka Lesní manekýn

 text: Ladislav Vostárek

 Poprvé píseň vyšla na b-straně prvního singlu skupiny v roce 1976.
Ulice je zmíněna i v jedné z povídek Miloslava Šimka a Jiřího Grossmanna s názvem Moje první šaty.